# Disney's Friends for Change Games
 (juin 2012).
Les  Disney's Friends for Change Games (Disney Channel Games jusqu'en 2008) est un jeu télévisé américain animé par Phill Lewis et Brian Stepanek puis Tiffany Thornton et Jason Earles et diffusée sur Disney Channel entre 2006 et 2008 de manière estivale, uniquement quelques épisodes diffusés pendant l'été. Cette émission met en compétition les acteurs des différentes séries diffusés sur la chaîne dans des jeux ressemblant aux "Jeux Olympiques". En France, l'émission était diffusée sur Disney Channel France avec les mêmes doublages français que dans les séries.

## 2006-2008: Les Disney Channel Games

### Lieu
Les Jeux de 2006 ont été tournés en Californie. Les autres ont été tournés à ESPN Wide World of Sports Complex à Walt Disney World Resort en Floride aux États-Unis.

### Première édition des Disney Channel Games en 2006

#### Constitutions des équipes

##### Équipe Rouge
| Personnalité          | Série / TV-Film associé                     |
| --------------------- | ------------------------------------------- |
| Zac Efron (capitaine) | High School Musical                         |
| Kay Panabaker         | Le Journal de Jaimie Le Prince de le Pauvre |
| Anneliese Van Der Pol | Phénomène Raven                             |
| Dylan Sprouse         | La Vie de palace de Zack et Cody            |
| Moises Arias          | Hannah Montana                              |
| Shin Koyamada         | Wendy Wu                                    |

##### Équipe Bleue
| Personnalité            | Série / TV-Film associé          |
| ----------------------- | -------------------------------- |
| Brenda Song (capitaine) | La Vie de palace de Zack et Cody |
| Corbin Bleu             | High School Musical              |
| Vanessa Hudgens         | High School Musical              |
| Jason Earles            | Hannah Montana                   |
| Cole Sprouse            | La Vie de palace de Zack et Cody |
| Monique Coleman         | High School Musical              |

##### Équipe Verte
| Personnalité               | Série / TV-Film associé                              |
| -------------------------- | ---------------------------------------------------- |
| Ashley Tisdale (capitaine) | La Vie de palace de Zack et Cody High School Musical |
| Lucas Grabeel              | High School Musical                                  |
| Kyle Massey                | Phénomène Raven Cory est dans la place               |
| Miley Cyrus                | Hannah Montana                                       |
| Emily Osment               | Hannah Montana                                       |
| Mitchel Musso              | Hannah Montana                                       |

### Deuxième édition des Disney Channel Games en 2007

#### Nouveautés
Outre le changement de lieu de tournage, la seconde édition est riche en nouveautés. Il y a maintenant des stars représentants toutes les stations Disney Channel du monde.
Ce qui fait que le nombre de participants a presque doublé. Ils sont maintenant répartis en quatre équipes au lieu de trois.
Autre nouveauté, chaque équipe jouait au profit d'une association caritative.

#### Constitutions des équipes

##### Équipe Rouge
| Personnalité            | Pays        | Série / TV-Film associé                    |
| ----------------------- | ----------- | ------------------------------------------ |
| Brenda Song (capitaine) | États-Unis  | La Vie de palace de Zack et Cody           |
| Moises Arias            | États-Unis  | Hannah Montana                             |
| Adrienne Bailon         | États-Unis  | Les Cheetah Girls 2                        |
| Ashley Tisdale          | États-Unis  | La Vie de palace de Zack et Cody           |
| Jason Earles            | États-Unis  | Hannah Montana                             |
| Sergio Martín           | Espagne     | Série sur Disney Channel España            |
| Mitchel Musso           | États-Unis  | Hannah Montana                             |
| Sydney White            | Royaume-Uni | Série sur Disney Channel UK & Ireland      |
| François Civil          | France      | Trop la classe ! sur Disney Channel France |

##### Équipe Bleue
| Personnalité            | Pays       | Série / TV-Film associé            |
| ----------------------- | ---------- | ---------------------------------- |
| Corbin Bleu (capitaine) | États-Unis | Jump in! High School Musical       |
| Jake T. Austin          | États-Unis | Les Sorciers de Waverly Place      |
| Roger González          | Mexique    | Série sur Disney Channel Mexique   |
| Giulio Rubinelli        | Italie     | Série sur Disney Channel Italia    |
| Isabella Soric          | Allemagne  | Série sur Disney Channel Allemagne |
| Cole Sprouse            | États-Unis | La Vie de palace de Zack et Cody   |
| Maiara Walsh            | États-Unis | Cory est dans la place             |
| Kiely Williams          | États-Unis | Les Cheetah Girls 2                |

##### Équipe Verte
| Personnalité              | Pays        | Série / TV-Film associé               |
| ------------------------- | ----------- | ------------------------------------- |
| Dylan Sprouse (capitaine) | États-Unis  | La Vie de palace de Zack et Cody      |
| Brandon Baker             | États-Unis  | Johnny Kapahala                       |
| Pax Baldwin               | Royaume-Uni | Série sur Disney Channel UK & Ireland |
| Giulia Boverio            | Italie      | Série sur Disney Channel Italia       |
| Monique Coleman           | États-Unis  | High School Musical                   |
| Miley Cyrus               | États-Unis  | Hannah Montana                        |
| Lucas Grabeel             | États-Unis  | High School Musical                   |
| Bela Klentze              | Allemagne   | Série sur Disney Channel Allemagne    |
| Kouki Okada               | Japon       | Série sur Disney Channel Japan        |

##### Équipe Jaune
| Personnalité            | Pays       | Série / TV-Film associé                     |
| ----------------------- | ---------- | ------------------------------------------- |
| Kyle Massey (capitaine) | États-Unis | Phénomène Raven Cory est dans la place      |
| Jason Dolley            | États-Unis | Cory est dans la place Bonne chance Charlie |
| Sabrina Bryan           | États-Unis | Les Cheetah Girls 2                         |
| Emily Osment            | États-Unis | Hannah Montana                              |
| Andrea Guasch           | Espagne    | Série sur Disney Channel España             |
| Côme Levin              | France     | Trop la classe ! sur Disney Channel France  |
| Shin Koyamada           | Japon      | Wendy Wu                                    |
| Robson Nunes            | Brésil     | Série sur Disney Channel Brazil             |
| Selena Gomez            | États-Unis | Les Sorciers de Waverly Place               |

### Troisième édition des Disney Channel Games en 2008

#### Équipe Bleu
| Acteur                     | Pays       | Film/Série                                                   |
| -------------------------- | ---------- | ------------------------------------------------------------ |
| Kiely Williams (Capitaine) | États-Unis | The Cheetah Girls: One World                                 |
| Demi Lovato                | États-Unis | Camp Rock                                                    |
| Shin Koyamada              | Japon      | Disney Channel Japan                                         |
| Roshon Fegan               | États-Unis | Camp Rock                                                    |
| Isabella Soric             | Allemagne  | Disney Channel Germany                                       |
| Alyson Stoner              | États-Unis | Phinéas et Ferb, Camp Rock                                   |
| Cole Sprouse               | États-Unis | La Vie de croisière de Zack et Cody                          |
| Farez Bin Juraimi          | Singapour  | Disney Channel South East Asia As the Bell Rings (Singapour) |
| Roger Gonzalez             | Mexique    | Disney Channel Mexico Zapping Zone Zona Norte                |

#### The Inferno/Équipe rouge (Équipe gagnante)
| Acteur                    | Pays       | Film/Séries                         |
| ------------------------- | ---------- | ----------------------------------- |
| Brenda Song (Capitaine)   | États-Unis | La Vie de croisière de Zack et Cody |
| Adrienne Bailon           | États-Unis | The Cheetah Girls: One World        |
| Mitchel Musso             | États-Unis | Hannah Montana                      |
| Anna Maria Perez de Tagle | États-Unis | Camp Rock                           |
| Deniz Akdeniz             | Australie  | Disney Channel Australia            |
| Jason Earles              | États-Unis | Hannah Montana                      |
| Jake T. Austin            | États-Unis | Les Sorciers de Waverly Place       |
| Rafael Baronesi           | Brésil     | Disney Channel Brazil               |
| Jasmine Richards          | Canada     | Camp Rock                           |
| Nick Jonas                | États-Unis | Camp Rock                           |

#### The Comets/Équipe Jaune
| Acteur                  | Pays       | Film/Série                    |
| ----------------------- | ---------- | ----------------------------- |
| Kevin Jonas (Capitaine) | États-Unis | Camp Rock                     |
| Kyle Massey             | États-Unis | Cory est dans la place        |
| Kunal Sharma            | Inde       | Disney Channel India          |
| Sabrina Bryan           | États-Unis | The Cheetah Girls: One World  |
| Moises Arias            | États-Unis | Hannah Montana                |
| Andrea Guasch           | Espagne    | Disney Channel Spain          |
| Yi Chun                 | Taiwan     | Disney Channel Taiwan         |
| Selena Gomez            | États-Unis | Les Sorciers de Waverly Place |
| Martin Barlan           | France     | Disney Channel France         |

#### The Cyclones/Équipe Verte
| Star                   | Pays        | Film/Série                          |
| ---------------------- | ----------- | ----------------------------------- |
| David Henrie (Captain) | États-Unis  | Les Sorciers de Waverly Place       |
| Ambra Lo Faro          | Italie      | Disney Channel Italy                |
| Joe Jonas              | États-Unis  | Camp Rock                           |
| Jason Dolley           | États-Unis  | Minutemen : Les Justiciers du temps |
| Jennifer Stone         | États-Unis  | Les Sorciers de Waverly Place       |
| Dylan Sprouse          | États-Unis  | La Vie de croisière de Zack et Cody |
| Chelsea Staub          | États-Unis  | Minutemen : Les Justiciers du temps |
| Brad Kavanagh          | Royaume-Uni | Disney Channel UK & Ireland         |
| Clara Alonso           | Argentine   | Violetta                            |

#### Concert Performances
| Singer                | Songs                                            | When Aired                          |
| --------------------- | ------------------------------------------------ | ----------------------------------- |
| Miley Cyrus           | "Breakout"                                       | Epreuve #1                          |
| Jonas Brothers        | "Burnin' Up"                                     | Epreuve #2                          |
| Joe Jonas Demi Lovato | "This is Me"                                     | Epreuve #4                          |
| Jordan Pruitt         | "My Shoes"                                       | Epreuve #3                          |
| The Cheetah Girls     | "Dance Me if You Can" "One World" "Cheetah Love" | Epreuve #5 Fin des jeux Commercials |

## 2011 et plus: Les Disney's Friends for Change
En 2010 Disney Crée le projet vert : Disney's Friends for Change ("Disney ensemble on change tout !" en France et en 2011, décide d'associer le projet aux Disney's Friends for Change Games.
Au programme : quelques nouveautés, à commencer par le maître des cérémonies. En effet Brian Stepanek cède sa place au duo Jason Earles (Hannah Montana et Hannah Montana Forever) et Tiffany Thornton (Sonny et Un costume pour deux)
Le changement s'opère aussi au niveau des équipes, bien évidemment les nouvelles têtes 2011 Disney Channel Mondial, mais aussi et enfin celles de chez Disney XD et d'autres issus du Cinéma Disney et également de nouveaux pays venant de créer leur société Disney Channel participeront pour la première fois
Le Show démarre le 24 juin sur Disney Channel aux États-Unis avec une avant-première sur Disney XD, des vidéos-photos sont disponibles sur YouTube